# Santa Marta de Penaguião
Santa Marta de Penaguião ist eine Kleinstadt (Vila) und ein Kreis (Concelho) in Portugal mit 6100 Einwohnern (Stand 19. April 2021). Es gehört zum Weinbaugebiet Alto Douro, der seit 1756 ersten herkunftsgeschützten Weinbauregion der Welt. Sie gehört seit 2001 zum UNESCO-Welterbe.

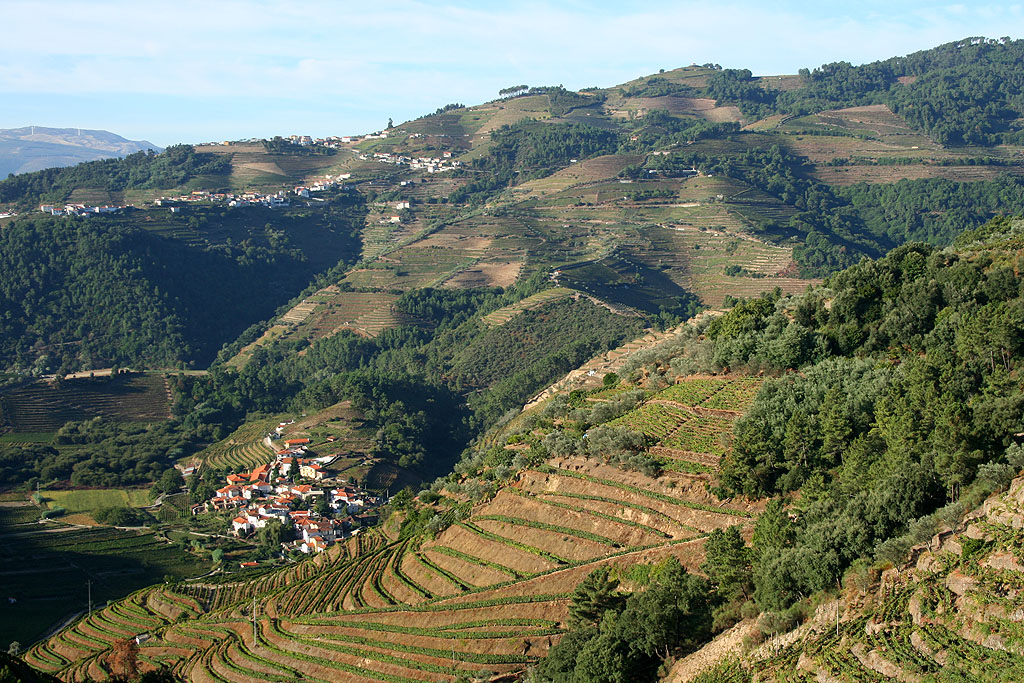
Landschaft im Kreis Santa Marta de Penaguião

## Geschichte
Funde und Ausgrabungen belegen eine Besiedlung des Gebietes mindestens seit der Castrokultur. Auch die hier siedelnden Römer hinterließen Spuren, darunter einen Brennofen. König Sancho I. verlieh dem Ort 1202 Stadtrechte (Foral), die König Manuel I. im Jahr 1519 erneuerte.

## Kultur und Sehenswürdigkeiten
Zu den Baudenkmälern gehören verschiedene historische öffentliche Gebäude, steinerne Brunnenanlagen und Sakralbauten, darunter die auf eine erste Kirche im 15. Jahrhundert zurückgehende Gemeindekirche Igreja Paroquial de São Miguel de Lobrigos (auch Igreja de São Miguel). Der historische Ortskern als Ganzes steht ebenfalls unter Denkmalschutz.
Verschiedene Wanderwege führen an Dörfern, Miradouros, Weingütern, alten Mühlen und einem römischen Ofen vorbei.

## Verwaltung

### Kreis
Santa Marta de Penaguião ist Sitz eines gleichnamigen Kreises. Die Nachbarkreise sind (im Uhrzeigersinn im Norden beginnend):
Vila Real, Peso da Régua und Amarante.
Santa Marta de Penaguião ist zwar Sitz eines Kreises, ist aber nicht Sitz einer eigenen Gemeinde, sondern gehört zu seiner Ortsgemeinde São Miguel de Lobrigos. Die folgenden Gemeinden (Freguesias) liegen im Kreis Santa Marta de Penaguião:
Mit der Gebietsreform im September 2013 wurden mehrere Gemeinden zu neuen Gemeinden zusammengefasst, sodass sich die Zahl der Gemeinden von zuvor zehn auf sieben verringerte.

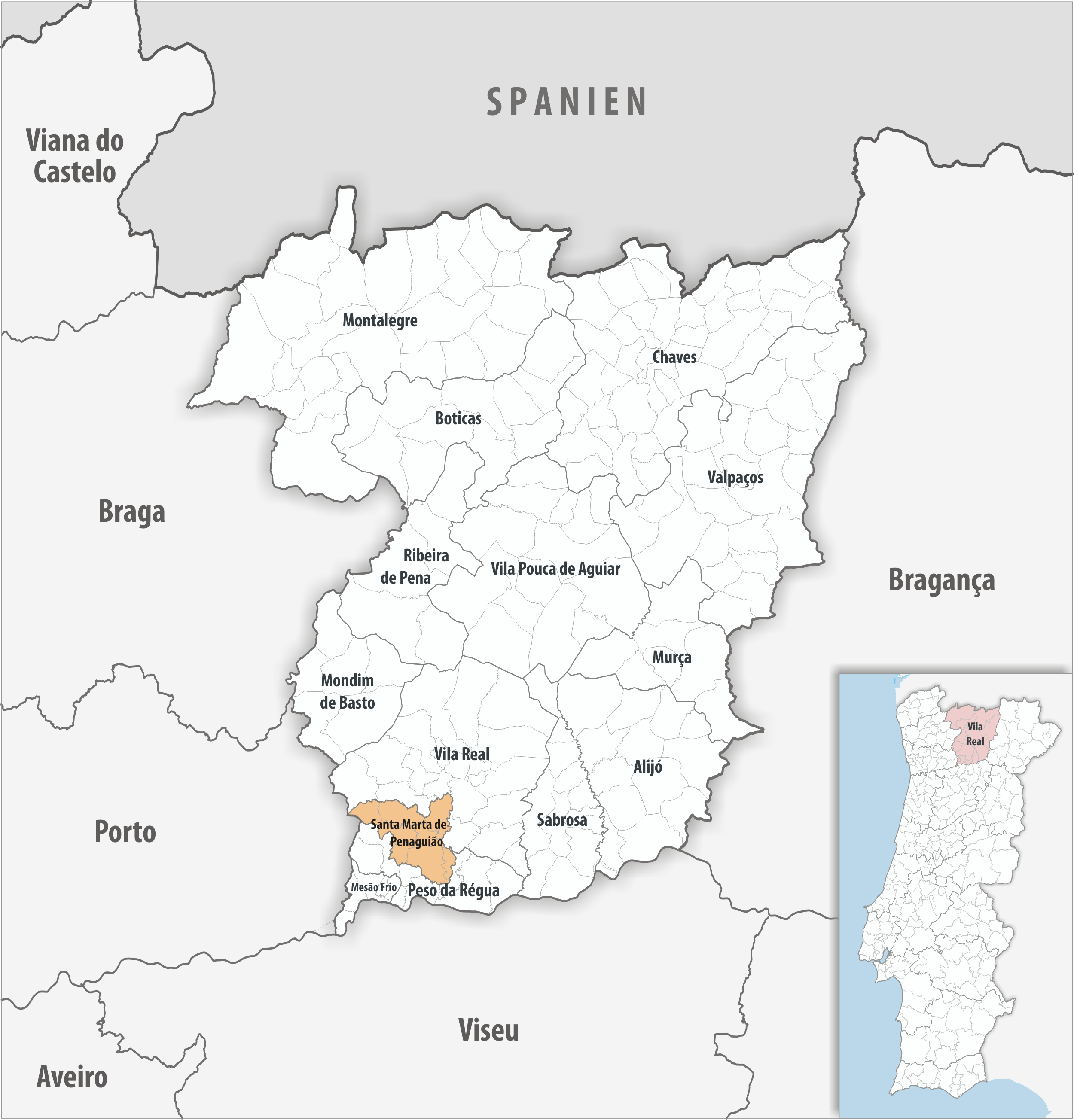
Kreis Santa Marta de Penaguião

| Gemeinde                       | Einwohner (2021) | Fläche km² | Dichte Einw./km² | LAU- Code |
| ------------------------------ | ---------------- | ---------- | ---------------- | --------- |
| Alvações do Corgo              | 405              | 4,34       | 93               | 171101    |
| Cumieira                       | 1.006            | 11,07      | 91               | 171102    |
| Fontes                         | 662              | 15,67      | 42               | 171103    |
| Lobrigos e Sanhoane            | 2.493            | 14,71      | 169              | 171111    |
| Louredo e Fornelos             | 520              | 12,17      | 43               | 171112    |
| Medrões                        | 433              | 5,15       | 84               | 171106    |
| Sever                          | 581              | 6,17       | 94               | 171110    |
| Kreis Santa Marta de Penaguião | 6.100            | 69,28      | 88               | 1711      |

### Bevölkerungsentwicklung
| Einwohnerzahl im Kreis Santa Marta de Penaguião (1801–2011) | Einwohnerzahl im Kreis Santa Marta de Penaguião (1801–2011) | Einwohnerzahl im Kreis Santa Marta de Penaguião (1801–2011) | Einwohnerzahl im Kreis Santa Marta de Penaguião (1801–2011) | Einwohnerzahl im Kreis Santa Marta de Penaguião (1801–2011) | Einwohnerzahl im Kreis Santa Marta de Penaguião (1801–2011) | Einwohnerzahl im Kreis Santa Marta de Penaguião (1801–2011) | Einwohnerzahl im Kreis Santa Marta de Penaguião (1801–2011) | Einwohnerzahl im Kreis Santa Marta de Penaguião (1801–2011) | Einwohnerzahl im Kreis Santa Marta de Penaguião (1801–2011) |
| ----------------------------------------------------------- | ----------------------------------------------------------- | ----------------------------------------------------------- | ----------------------------------------------------------- | ----------------------------------------------------------- | ----------------------------------------------------------- | ----------------------------------------------------------- | ----------------------------------------------------------- | ----------------------------------------------------------- | ----------------------------------------------------------- |
| 1801                                                        | 1849                                                        | 1900                                                        | 1930                                                        | 1960                                                        | 1981                                                        | 1991                                                        | 2001                                                        | 2011                                                        |                                                             |
| 10.731                                                      | 8535                                                        | 11.422                                                      | 12.532                                                      | 13.282                                                      | 11.194                                                      | 9703                                                        | 8569                                                        | 7356                                                        |                                                             |

### Kommunaler Feiertag
- 13. Januar

### Städtepartnerschaften
- São Tomé und Príncipe: Lembá (seit 2000)
- Frankreich: Larçay im Kanton Montlouis-sur-Loire (seit 2006)[9]

## Söhne und Töchter

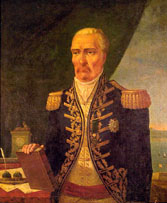
António Teixeira Rebelo

- António Teixeira Rebelo (1750–1825), Marschall, Gründer der Militärakademie
- Carlos Coutinho (* 1943), Journalist und Schriftsteller, Widerstandsaktivist gegen das Estado Novo-Regime
- Eurico Gomes (* 1955), Fußballspieler
- Gui Guedes (* 2002), Fußballspieler